# Luka Bojović
Luka Bojović (nadimak: pekar) (Beograd, 7. listopada 1973.), je bivši pripadnik Srpske dobrovoljačke garde i suradnik kriminalca Željka Ražnatovića Arkana. Sin Anđelke (profesorice na Fakultetu Likovnih Umjetnosti) i Vuka Bojovića, direktora Beogradskog zoološkog vrta. Od rujna 2010. godine se nalazi na tjeralici srpske policije koja ga tereti za organiziranje nekoliko ubojstava Nakon tjeralice srpske policije, našao se i na tjeralici Interpola. Uhićen je u Španjolskoj 9. veljače 2012. godine.
Prva pucnjava za koju se vezuje bila je devedesetih godina u diskoteci „Trezor“. Godine 1998. je pravomoćno osuđen na 3 mjeseca zatvora zbog napada na policajca, međutim kaznu nije služio pošto je tadašnji predsjednik Milan Milutinović donio odluku o njegovom pomilovanju. Policija Srbije ga je uhitila 22. rujna 2007. godine pod sumnjom da je skrivao pripadnike „Zemunskog klana“. Međutim optužen je samo zbog nezakonitog posjedovanja oružja i krivotvorenja dokumenata. Za ovo djelo osuđen je 2009. godine na 15 mjeseci zatvora, ali je pušten da se brani sa slobode.
Tužilaštvo za organizirani kriminal koje je podiglo optužnicu protiv Bojovića 2010. godine navodi da je on stao na čelo „Zemunskog klana“ nakon ubojstva Dušana Spasojevića i Mileta Lukovića koji su do tada bili vođe ovoga klana. Prema navodima tužilaštva svoju moć je učvrstio nakon uhićenja Milorada Ulemeka Legije. Tužilaštvo je optužilo Bojovića za ubojstvo Branka Jeftovića Jorge 2004. godine, kao i za pokušaj ubojstva Andrije Draškovića i Zorana Nedovića Šoka, pri čemu su poginuli njihovi tjelohranitelji Dejan Živančević i Milutin Jovičić. Tužilaštvo navodi da je Bojović pomenute krivio za ubojstvo svog prijatelja Željka Ražnatovića Arkana. S ovim zločinima Luku Bojovića je povezao Sretko Kalinić.